# Landwirtschaftsuniversität Tokio

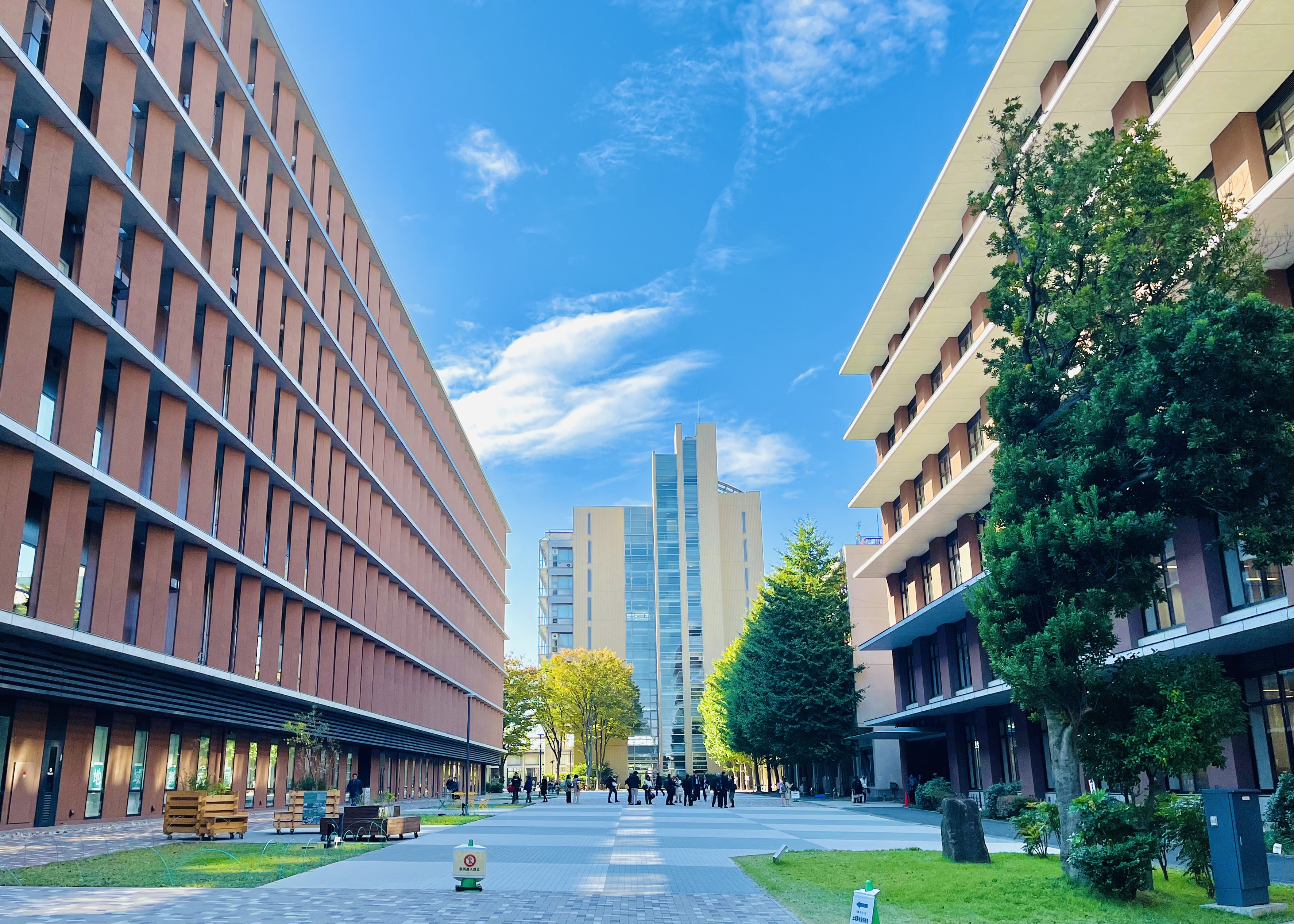
Setagaya-Campus (2024)

Die Landwirtschaftsuniversität Tokio (jap. 東京農業大学, Tōkyō nōgyō daigaku, kurz: Nōdai (農大) oder Tōkyō nōdai (東京農大)) ist eine private Universität in Japan. Der Hauptcampus liegt in Setagaya (Präfektur Tokio). Die Universität heißt engl. Tokyo University of Agriculture (TUA) und darf nicht mit der Tokyo University of Agriculture and Technology (TUAT) verwechselt werden.

## Geschichte
Die Universität hat ihren Ursprung im 1891 von Enomoto Takeaki gegründeten Landwirtschaftskurs der Ikuei-Schule der Tokugawa-Ikueikai-Stiftung (徳川育英会育英黌農業科, Tokugawa ikueikai Ikuei-kō nōgyō-ka). Der Landwirtschaftskurs wurde 1893 eine selbständige Schule – die Landwirtschaftsschule Tokio. 1901 wurde sie in Private Höhere Landwirtschaftsschule Tokio umbenannt und wurde 1903 als Fachschule anerkannt. 1911 wurde sie in Private Landwirtschaftshochschule Tokio (私立東京農業大学, Shiritsu Tōkyō nōgyō daigaku) umbenannt. 1925 erhielt sie den Universitätsstatus und benannte sich in Landwirtschaftsuniversität Tokio um. Sie war die erste private Landwirtschaftsuniversität in Japan.
Sie verlor 1945 durch den Pazifikkrieg ihre Schulgebäude (in Tokiwamatsu, Shibuya) und zog 1946 in den heutigen Setagaya-Campus. Sie eröffnete 1960 einen neuen Bauernhof in Atsugi (Präfektur Kanagawa), und 1989 den Ohōtsuku-Campus in Abashiri (Präfektur Hokkaidō). 1998 zog die landwirtschaftliche Fakultät in den Atsugi-Campus um.

## Fakultäten
- Setagaya-Campus (in Setagaya, Tokio. 35° 38′ 27,8″ N, 139° 37′ 56,2″ OKoordinaten: 35° 38′ 27,8″ N, 139° 37′ 56,2″ O)
  - Fakultät für Angewandte Biologie
  - Fakultät für Regionale Umweltwissenschaften
  - Fakultät für Internationale Agrar- und Nahrungswissenschaften (jap. 国際食料情報学部, engl. Faculty of International Agriculture and Food Studies)

- Atsugi-Campus (in Atsugi, Präfektur Kanagawa. 35° 25′ 54,9″ N, 139° 20′ 48,4″ O)
  - Fakultät für Agrarwissenschaft

- Ohōtsuku-Campus (in Abashiri, Präfektur Hokkaidō. 43° 58′ 4,6″ N, 144° 14′ 0″ O)
  - Fakultät für Bioindustrie (jap. 生物産業学部, engl. Faculty of Bio-Industry)